# 政治機器

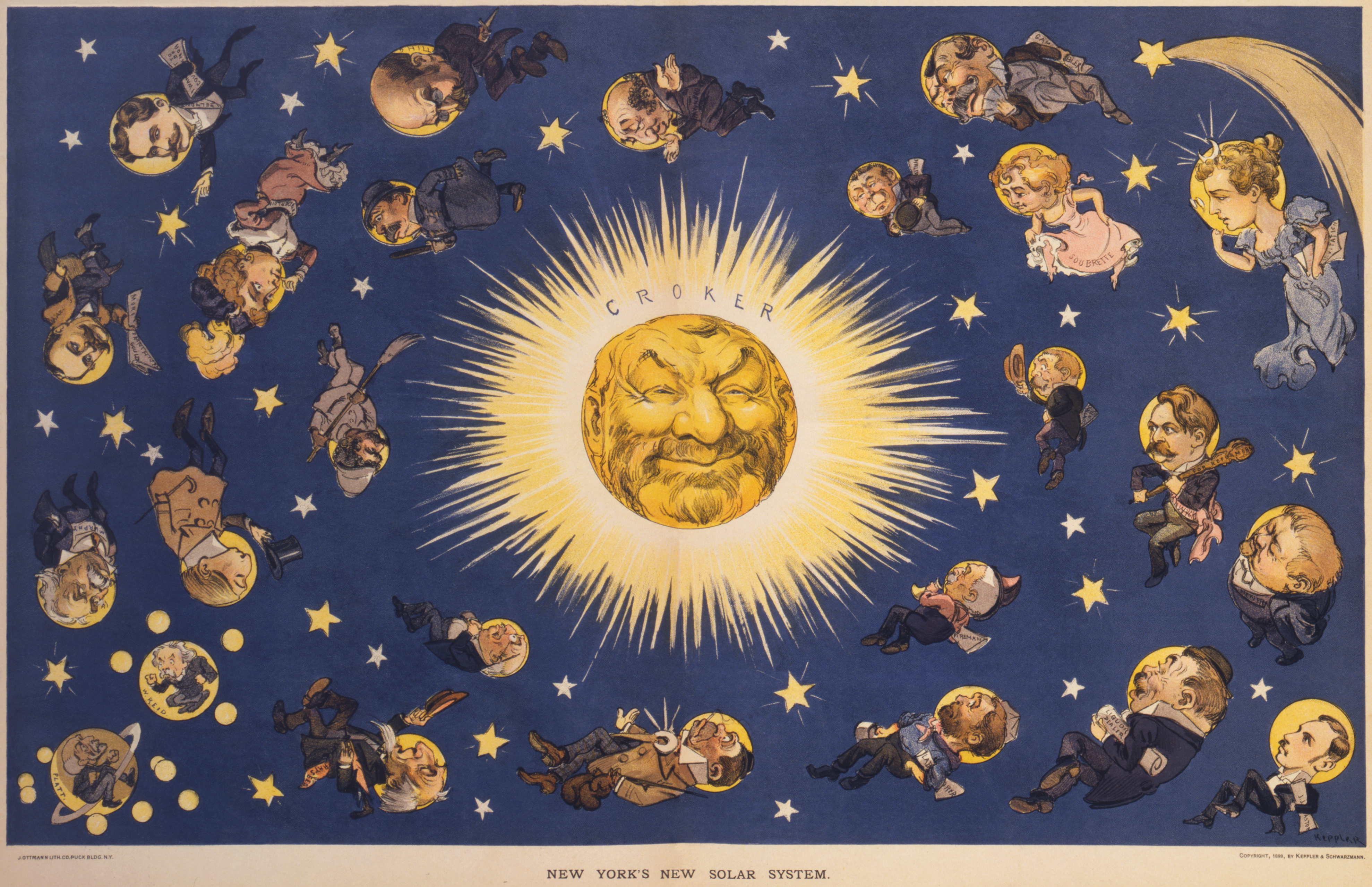
在這張1889年Puck (雜誌)上由烏都·凱普勒所繪的漫畫上，紐約市所有的政客全都圍著理查·克洛可大佬公轉。

政治機器之於代議民主制國家的政治中，是明確以利（金錢或政治事務等）誘人的政黨組織，以高強度領導控制其成員活動為其特點。該機器的力量取決於大佬或組織能為候選人在選舉日拉到多少選票。
雖說這些之於大多數的政黨和組織都不少見，但對於政治機器來說卻不可或缺。其倚賴階級制度，和藉由黨鞭強力推行之政治力，以行獎勵。機器內有時會有一個政壇大佬，靠著贊助、政治分贓、及幕後操控，長期深入代議制民主結構內。這種機器通常是永久性組織，而非僅為一次性的選舉或活動。“機器”一詞通常被一心改革的政敵當成貶義用語。「機器」和「大佬」兩詞在19世紀時被拿來指桑罵槐用，但在20世紀已成為學者和分析家的標準術語，有時用以強調其正面價值。

## 定義
《大英百科全書》將「政治機器」定義為「單一大佬或專制小團體領導下的政黨組織，所掌控的選票足以維持在市、縣或州的政權，和治理」。威廉·薩菲爾於其《薩菲爾政治詞典》中則將“機器政治”定義為“為官員選舉和政治行動所創建的組織，經由其權力來通過立法”。他將之標註為通常意味著腐敗的貶義詞。
階級和紀律即政治機器的外在特徵。“這通常意味著嚴密的組織”，薩菲爾說，所引用的是布朗克斯郡民主黨領袖愛德華·弗林之言。該名領袖自1922年起署理該轄區直至1953年身故為止。薩菲爾寫道：“所謂的『獨立』選民蠢到認定政治機器之運作純靠善意或資助。它不僅是一部機器，而是一支軍隊。任何組織都跟軍隊一樣必須有紀律。
政治贊助，雖常與政治機器相連，但對於薩菲爾或大英百科全書的定義來說，卻並非必需。

## 功能
政治機器即明確以利（金錢或政治事務等）誘人的政黨組織，以高強度領導控制其成員活動為其特點。
政治機器最初是想贏取勝選所需贊助的草根性組織。這些「俱樂部」是獲取選區內「正確的政黨票」並催出選票的主要驅力。

## 在美利堅合眾國歷史上
“政治機器”一詞在可美國追溯到19世紀。地方上則自18世紀以來就存在此類組織。

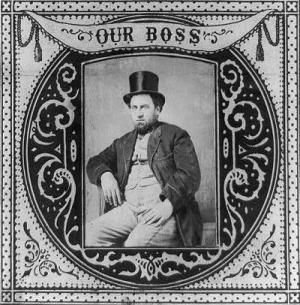
1869年的煙草標籤上的廣告人物是威廉·特威德，19世紀的紐約市政壇大佬

19世紀末，美國的大城市——波士頓、芝加哥、克利夫蘭、堪薩斯城、紐約市、費城、聖路易斯、孟菲斯——都被指出內有政治機器。在此期間，「城市在低能的政府下歷經快速增長」。每個城市裡的政治機器都有個“大佬”，以下依階級制度運作。大佬擁戴當地的商界領袖、民選官員、及其任命者，也知道該吩咐誰去把事情辦好。在政治機器治下好壞參半。
這種政治操控體制——時稱「大佬體系」——特別會出現在鍍金時代。權勢者（大佬）居中以利益交流凝聚一個由次要人物組成的複雜組織（政治機器）以促進金融與社會自利。坦慕尼協會是這些最是聲名狼籍的政治機器之一。民主黨的這部機器發揮了重要作用，控制紐約市及其政壇，協助移民（特別是愛爾蘭人）從1790年代到1960年代立足於美國政壇。坦慕尼自1872年起就有了一位愛爾蘭籍的大佬。然而，該協會的遊說也成為貪污腐化的引擎。19世紀中葉的威廉·馬吉爾·特威德領導時期可能最是臭名昭著。
詹姆士·布賴斯勳爵如此描述這些政治大佬：
委員會領導下的軍隊罕能取勝：必須有一名總司令解決爭端，緊急時決斷，激發恐懼或齊心。聖塔菲集團老大就是這樣一位司令。他分配位置，賞善罰惡，策劃陰謀，談判協議。他通常避免露面，寧取實質而不在意權力排場。而且他更加危險，因其如蜘蛛般穩坐於其羅網正中。他就是老大。
被問及是否為大佬時，詹姆斯·佛朗西斯·潘德嘉斯特簡要地說：
承蒙稱呼我為大佬。就只是交朋友而已。幫忙人家，他們以後就會幫你忙……你不能威逼別人幫你忙——你不能逼他們投你一票。我一生中從未逼迫過誰。無論你是在哪裡看到誰把別人輾過去，他都撐不了太久。
西奧多·羅斯福，在1901年成為總統之前，曾深處紐約政壇。他解釋了機器如何運作：
我們市裡的黨組織真的很像支軍隊。有一個中央老大，輔以一些受信任且能幹的助理。這些人又與各地的區域性大佬交流，對他們當黑臉白臉。而地區大佬底下又有許多亦部屬亦盟友者。他又找來選區幹事之類，下及走卒。

### 競選策略
19世紀末，各城市都組成許多政治機器服務移民，他們則將機器視為獲得選舉權的工具。機器內的工作人員們在選舉日大量催票以助勝選。保持足以勝選的最低限度支持才符合機器的利益。若已居多數並可預期勝選，就不需要再招募新人免得分薄贊助報酬。因此，後來在1880年代至1910年代之間才抵達的移民，如猶太人、義大利人、和其他來自南歐和東歐的移民，自機器系統中所獲的回報次於己定居得好好的愛爾蘭人。當下最堅定反對這種機器的是中產階級，他們訝於其違法亂紀，也對其經濟援助看不上眼。
美國城市政治的腐敗遭到了公民的譴責，推動了國家和州的公務員制度改革，以公務員制度取代地方贊助制度。到了西奧多·羅斯福時代，進步時代驅動了數百萬的公民投票反對政治機器。

### 1930年代至1970年代
1930年代，民主黨贊助體系主要由詹姆斯·法利透過美國郵政部和公共事業振興署進行分派，最終國有化了許多提供就業福利的機構。新政允許政治機器為振興署和平民保育團招募人員，使法利的機器成為最強最大。所有贊助都由法利經手，包括總統所任命者。1940年，新政機器在法利因第三任期問題而離任後瓦解。其代理人多於1943年被棄，而機器驟然喪失大部分贊助。曾受益於法利的國家機構之貧困移民已融入社會後發達，不再需要機器提供非正式或法外援助。大多數的大城市機器在1940年代崩解，惟芝加哥除外。
1930年代和1940年代，田納西州的一個地方政治機器在1946年雅典之戰期間被迫解散。
像帕馬 (俄亥俄州)這類規模較小的社區，於冷戰時期受檢察官Bill Mason及其「老好人」管轄，位於美國南方腹地，相對普及的小鎮機器政治也可被歸類為政治機器，儘管這些機器不具備文中所述的大佬之權力網路和影響力。例如說，民主黨的政治機器「餅乾黨」，在20世紀主宰了奧古斯塔 (喬治亞州)的政治超出半世紀。政治機器在美洲原住民保留地也蓬勃發展，該處以部落主權為盾抵禦行使聯邦和州的法律。
1960至70年代，愛德華·科斯蒂基安、郭德華 (美國)、愛蓮娜·羅斯福等改革者致力於廢除紐約郡的坦慕尼協會。而程度較輕的金斯郡、布朗克斯郡、和皇后郡等地的民主黨機器則繼續運作至1980年代末。

### 已成歷史的政治機器
- 新政聯盟
- 坦慕尼協會

## 日本
日本自民黨經常被引為又一個政治機器，經由控制農業局處和道路建設機構而在郊區和鄉間維持權力。在日本，じばん(jiban，意為地盤)即文中的政治機器。自民黨主導農村選區數十年之久，全仗鉅資投入農村地區，恩庇侍從許多團體，尤其是農業團體。
日本政治派閥領袖需要派發「餅代」（ もちだい, mochidai，意為點心錢）以助下屬勝選。1989年，自民黨總部致贈每位黨籍國會議員相當於20萬美元作為年終禮物。支持者則在婚禮、葬禮、新年聚會等活動中收取政治人物下發給選民的金錢等好處。作為交換，他們會對庇護者的行為睜隻眼閉隻眼。精英政治家家族之間透過政治聯姻維繫關係。政治家族第二代（Nisei）在日本政壇的數量，因知名度、商業聯繫、和金融資源等因素，外加個人政治機器等作用，而日益增多。

## 評估
此詞為貶義「因暗示組織利益高於公眾利益」，薩菲爾如是言道。政治機器被批評為不民主，且不可避免地助長腐化。
自1960年代以來，若干歷史學家重新評估了政治機器，認為雖腐敗但有效率；雖不民主，但反應靈敏；還能控制特殊利益團體的開銷。在《市長與花費》一書中，埃斯特·R·福克斯比較了芝加哥和紐約的市政府，認為庫克縣民主黨賦予市長理察·約瑟夫·戴利政治權力，使其可拒絕市政府無力承擔的工會合約，由州政府來承擔福利和法院等繁重開支。福克斯在描述紐約時寫道：「紐約是改革了，但從未有過好政府。」同時，正如Dennis R. Judd和Todd Swanstrom在《城市政治》中所指出的，這種觀點伴隨著無其他可行替代方案的普遍性信念。他們還指出此說不確，因為在當時確有一些以改革為導向、反政治機器的領導人為顯例。
喬納森·勞赫在2016年年中發表於《大西洋》的《美國政治如何走向瘋狂》（How American Politics Went Insane）指出，過去的政治機器固有缺陷，但其治理效果優於其他替代方案。他寫道，政治機器為政客創造了積極的激勵機制，促使他們合作與妥協，而非一味追求「赤裸裸的私利」。

## 進階閱讀
- Clifford, Thomas P. . Vantage Press. 1975. ISBN 0-533-01374-7.
- Gosnell, Harold Foote. . University of Chicago Press. 1968. ISBN 0-226-30492-2.
- Gosnell, Harold F; Merriam, Charles E. . Lightning Source Inc. 2007. ISBN 978-1-4325-8850-2.
- Kurland, Gerald. . Story House Corp. 1972. ISBN 0-686-07238-3.
- Matlin, John S. "Political Party Machines of the 1920s and 1930s: Tom Pendergast and the Kansas City Democratic machine." (PhD Dissertation, University of Birmingham, UK, 2009) online; Bibliography on pp 277–92.
- Mushkat, Jerome. . Syracuse University Press. 1971. ISBN 0-8156-0079-8.
- Sachs, Paul Martin. . University of California. 1974. ISBN 0-300-02020-1.
- Schlesinger, Jacob M. . Stanford University Press. 1999. ISBN 0-8047-3457-7.
- Tuckel, P.; Maisel, R. . Historical Methods. 2008, 41 (2): 99–107. S2CID 144416429. doi:10.3200/hmts.41.2.99-108.